# Ботор
Бото́р (фр. Beautor) — коммуна во Франции, находится в регионе Пикардия. Департамент коммуны — Эна. Входит в состав кантона Тернье. Округ коммуны — Лан.
Код INSEE коммуны — 02059.

## Население
Население коммуны на 2010 год составляло 2642 человека.
| 1962 | 1968 | 1975 | 1982 | 1990 | 1999 | 2010 |
| ---- | ---- | ---- | ---- | ---- | ---- | ---- |
| 3326 | 3870 | 3595 | 3323 | 3114 | 2977 | 2642 |

## Экономика
В 2010 году среди 1699 человек трудоспособного возраста (15—64 лет) 1145 были экономически активными, 554 — неактивными (показатель активности — 67,4 %, в 1999 году было 61,5 %). Из 1145 активных жителей работали 895 человек (524 мужчины и 371 женщина), безработных было 250 (130 мужчин и 120 женщин). Среди 554 неактивных 116 человек были учениками или студентами, 184 — пенсионерами, 254 были неактивными по другим причинам.